# Rumänische Leichtathletik-Hallenmeisterschaften 2021
Die Rumänischen Leichtathletik-Hallenmeisterschaften 2021 wurden am 5. und 6. Februar im Sala de Atletism Ioan Soter in der Hauptstadt Bukarest ausgetragen. Die Mehrkampfbewerbe wurde am 19. und 20. März ebenfalls in Bukarest ausgetragen.

## Medaillengewinner

### Männer
| Disziplin      | Gold              | Leistung       | Silber            | Leistung       | Bronze          | Leistung       |
| -------------- | ----------------- | -------------- | ----------------- | -------------- | --------------- | -------------- |
| 60 m           | Petre Rezmiveş    | 6,77 s SB      | Alin Anton        | 6,84 s PB      | Marius Țone     | 6,84 s         |
| 400 m          | Robert Parge      | 48,38 s        | Mihai Pîslaru     | 48,48 s SB     | Mihai Dringo    | 49,37 s PB     |
| 800 m          | Cristian Voicu    | 1:51,44 min PB | Dorin Rusu        | 1:51,46 min PB | Cosmin Trofin   | 1:53,15 min SB |
| 1500 m         | Ilie Corneschi    | 3:52,30 min PB | Dorin Rusu        | 3:53,35 min SB | Nicolae Coman   | 3:53,53 min    |
| 3000 m         | Nicolae Coman     | 8:20,41 min PB | Andrei Ștefana    | 8:21,07 min SB | Ilie Corneschi  | 8:21,71 min SB |
| 60 m Hürden    | Alin Anton        | 7,88 s PB      | Cosmin Dumitrache | 7,89 s SB      | Vlad Dulcescu   | 8,11 s PB      |
| Hochsprung     | Marius Dumitrache | 2,15 m =SB     | Valentin Androne  | 2,15 m PB      | Mihai Donisan   | 2,12 m SB      |
| Stabhochsprung | Andrei Deliu      | 5,00 m SB      | Răzvan Doroftei   | 4,70 m PB      | Robert Tabacu   | 4,60 m PB      |
| Weitsprung     | Gabriel Bitan     | 8,14 m PB      | Marian Tănase     | 7,62 m PB      | Cristian Sava   | 7,24 m SB      |
| Dreisprung     | Alexandru Tache   | 15,70 m SB     | Răzvan Grecu      | 14,84 m SB     | Bogdan Cioaca   | 14,75 m SB     |
| Kugelstoßen    | Andrei Toader     | 20,18 m        | Andrei Gag        | 19,20 m SB     | Marius Musteata | 19,14 m PB     |
| Siebenkampf    | Razvan Roman      | 5067 Punkte SB | Andrei Deliu      | 4710 Punkte PB | Sorin Ionescu   | 4527 Punkte PB |

### Frauen
| Disziplin      | Gold                 | Leistung       | Silber            | Leistung       | Bronze            | Leistung       |
| -------------- | -------------------- | -------------- | ----------------- | -------------- | ----------------- | -------------- |
| 60 m           | Marina Andreea Baboi | 7,29 s PB      | Maria Mihalache   | 7,52 s         | Ana Roșianu       | 7,53 s SB      |
| 400 m          | Andrea Miklós        | 53,81 s        | Sanda Belgyan     | 55,39 s SB     | Mirela Lavric     | 55,81 s SB     |
| 800 m          | Maria Florea         | 2:06,76 min PB | Florina Ștefana   | 4:07,41 min    | Mirela Lavric     | 2:12,14 min SB |
| 1500 m         | Maria Florea         | 4:20,17 min PB | Roxana Rotaru     | 4:20,74 min SB | Florina Ștefana   | 4:21,90 min    |
| 3000 m         | Roxana Rotaru        | 9:26,98 min SB | Claudia Prisecaru | 9:27,71 min SB | Adela Bălțoi      | 9:44,18 min SB |
| 60 m Hürden    | Anamaria Nesteriuc   | 8,14 s PB      | Iulia Banaga      | 8,49 s         | Iulia Grigoroiu   | 8,51 s PB      |
| Hochsprung     | Daniela Stanciu      | 1,90 m =SB     | Federica Apostol  | 1,80 m PB      | Florentina Budică | 1,75 m         |
| Stabhochsprung | Valentina Necoară    | 3,60 m PB      | Antonia Irimia    | 3,30 m SB      | Meda Cozmanciuc   | 3,00 m         |
| Weitsprung     | Florentina Iușco     | 6,48 m         | Diana Ion         | 6,16 m PB      | Ioana Manoliu     | 6,05 m SB      |
| Dreisprung     | Florentina Iușco     | 13,75 m        | Diana Ion         | 13,68 m PB     | Alexia Dospin     | 12,94 m PB     |
| Kugelstoßen    | Andreea Huzum-Vitan  | 14,88 m SB     | Ioana Țigănașu    | 14,56 m SB     | Mădălina Manole   | 12,57 m PB     |
| Fünfkampf      | Florentina Budică    | 3735 Punkte PB | Diana Ion         | 3419 Punkte PB | Georgiana Ciurea  | 3388 Punkte PB |